# Björkevattnet, Bohuslän
Björkevattnet är en sjö i Uddevalla kommun i Bohuslän och ingår i Örekilsälvens huvudavrinningsområde. Sjöns area är 0,008 kvadratkilometer och den är belägen 140 meter över havet.